# Крис, Хава Иосифовна
Хава Иосифовна Крис (11 сентября 1921, Бердичев — 7 сентября 2001, Вашингтон) — советский историк и археолог, научный сотрудник Института археологии АН СССР, кандидат исторических наук, автор научных работ по культурам бронзового и раннего железного веков.

## Биография
Родилась 11 сентября 1921 года в городе Бердичев, Житомирская область. После окончания средней школы, в 1939 году она поступила в Химико-технологический институт им. Д. И. Менделеева. Когда она поняла, что её призванием является история, то в 1940 году поступила на исторический факультет ИФЛИ (ныне — Московский институт философии, литературы и истории имени Н. Г. Чернышевского), где проучилась год. Учёбу прервала война. С 1941 по 1943 годы жила в Новосибирске и работала чертёжником на оборонном радиозаводе. В 1943—1946 годах училась на кафедре археологии Исторического факультета Московского государственного университета. Руководителем её дипломной работы был профессор Г. Ф. Дебец. В 1946—1952 годах начала работать в музее пещерных городов Крыма в Бахчисарае. С 1952 года работала в Москве. С 1957 года в штате Института археологии на должности лаборанта, с 1961 года — младший научный сотрудник. В 1975 году защитила кандидатскую диссертацию на тему «Памятники юго-западного Горного Крыма в VIII—V вв. до н. э. (Кизил-кобинская культура и тавры)», представленную в виде монографии. В начале 1980-х годов она ушла на пенсию, в 1986 году эмигрировала в США. 7 сентября 2001 года Крис скончалась в пригороде Вашингтона Силвер-Спринг.

## Исследования и раскопки
Сфера основных исследований Х. И. Крис — кизил-кобинская культура Крыма, классификация и хронология материалов дьяковской культуры. В 1946—1951 годах будучи научным сотрудником, а затем заместителем директора по научной части в музее пещерных городов Крыма, была активной участницей экспедиций П. Н. Шульца и Е. В. Вемарна, проводила разведки и участвовала в раскопках на горе Кошке, в Гаспре и поселении Ашлама. В 1953—1957 годах принимала участие в экспедициях Института археологии АН СССР: Сталинградской, Московской, Можайской. С 1956 года с самого начала разведок и раскопок Троицкого городища, превратившегося в типовой памятник эпохи раннего железа в лесной полосе, Х. И. Крис занимается изучением памятников дьяковской культуры и вносит большой вклад в изучение древностей бассейна реки Москвы. В 1970—1975 годах была занята в составе Московской экспедиции. С 1973 по 1979 год была начальником Боршевского отряда Московской экспедиции (проводила раскопки городища Боршево, Селецкая и др). В числе её находок — уникальные предметы из рога и кости, позволяющие судить об искусстве и верованиях населения Москворечья.

## Работы
- Костяные и железные наконечники стрел Троицкого городища // МИА. № 156. 1970.
- О таврах и кизил-кобинской культуре // ВДИ. № 4. 1971.
- Предметы звериного стиля из дьяковских городищ // СА. № 1. 1981.
- Кизил-кобинская культура и тавры // САИ. Вып. Д. 1—7. 1981.